# Quai d’Austerlitz
Koordinaten: 48° 50′ N, 2° 22′ O
Der Quai d’Austerlitz liegt im Quartier de la Salpêtrière des 13. Arrondissement von Paris.

## Lage
Der Quai beginnt an der Pont d’Austerlitz und führt an der Pont Charles-de-Gaulle zur Pont de Bercy.
Entlang des Quais verkehrt der Linienbus der RATP 61.

## Namensursprung
Der Quai trägt den Namen wegen seiner Nähe zur Pont d’Austerlitz.

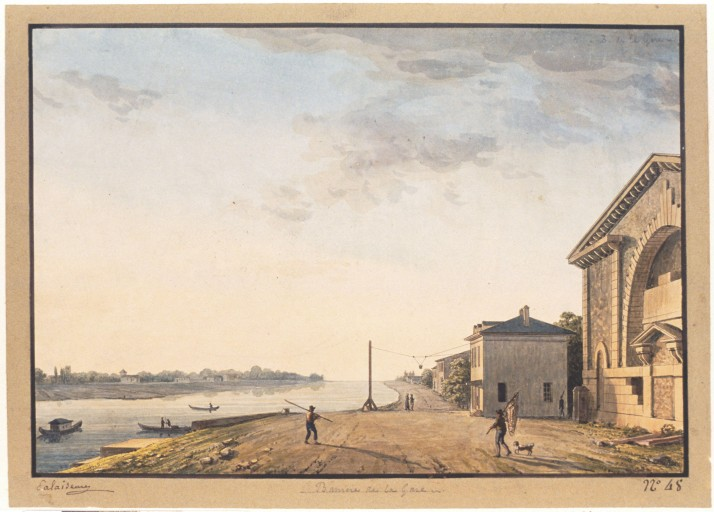
Barrière de la Gare (Akzisestation am Bahnhof) mit dem Uferstück, das der Quai d’Austerlitz werden soll.

## Geschichte
Bei Baubeginn im 18. Jahrhundert war der Name «Quai de l’Hôpital» vorgesehen wegen der Nähe zum Boulevard de l’Hôpital und zur Salpêtrière. 1832 bekam er den heutigen Namen wegen der Nähe zur Pont d’Austerlitz. Davor hatte er noch den Namen «Quai Saint-Bernard» auf einem Abschnitt der Achse vom Boulevard de l’Hôpital bis zu der Stelle, wo die Bièvre in die Seine fließt (also eine Länge von 195 m).
Am 23. Mai 1918, im Ersten Weltkrieg, wurde der Quai d′Austerlitz während eines Angriffs deutscher Flugzeuge beschädigt.

## Sehenswürdigkeiten
- Institut français de la mode[3]

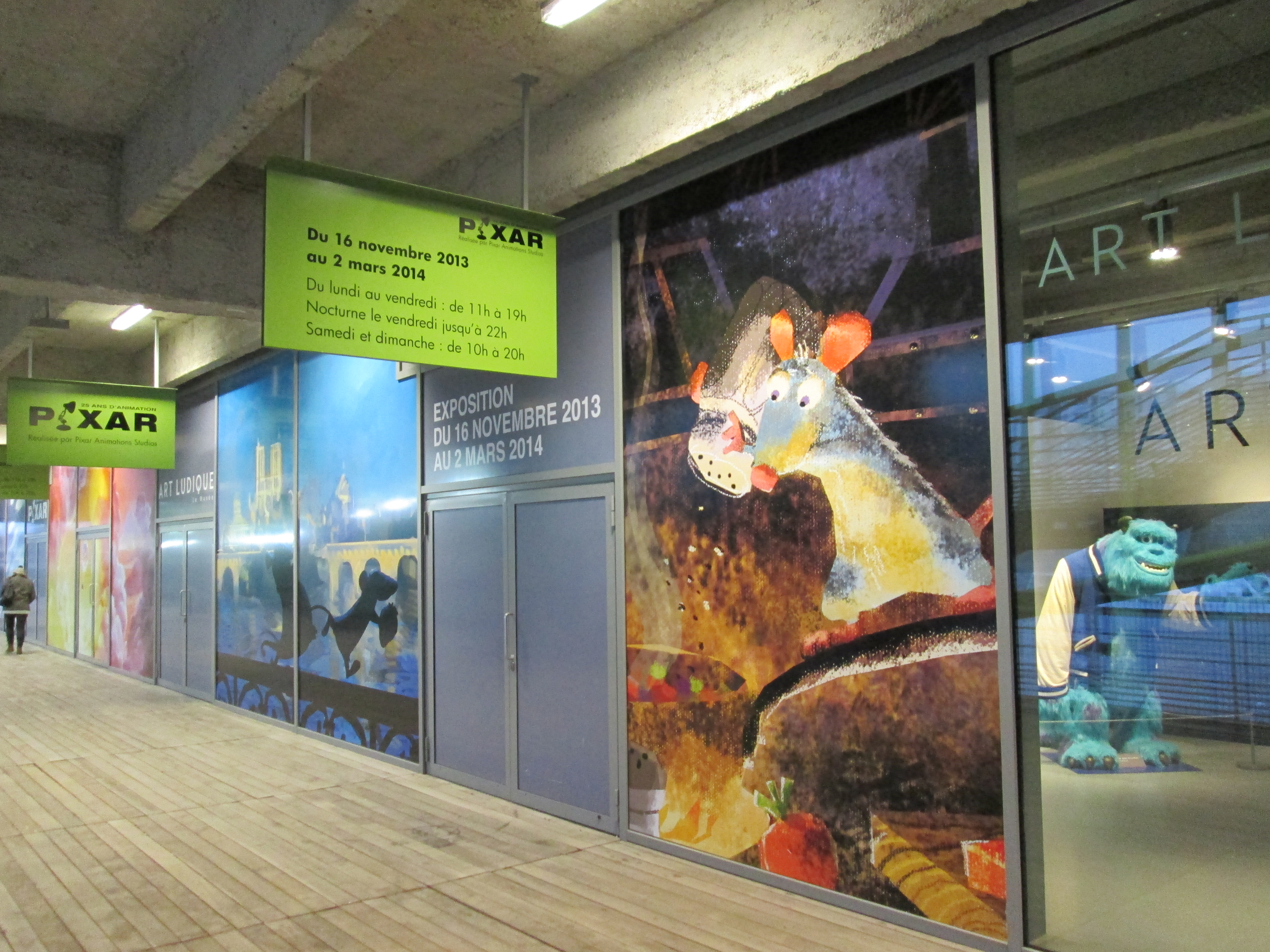
Eingang des Museums
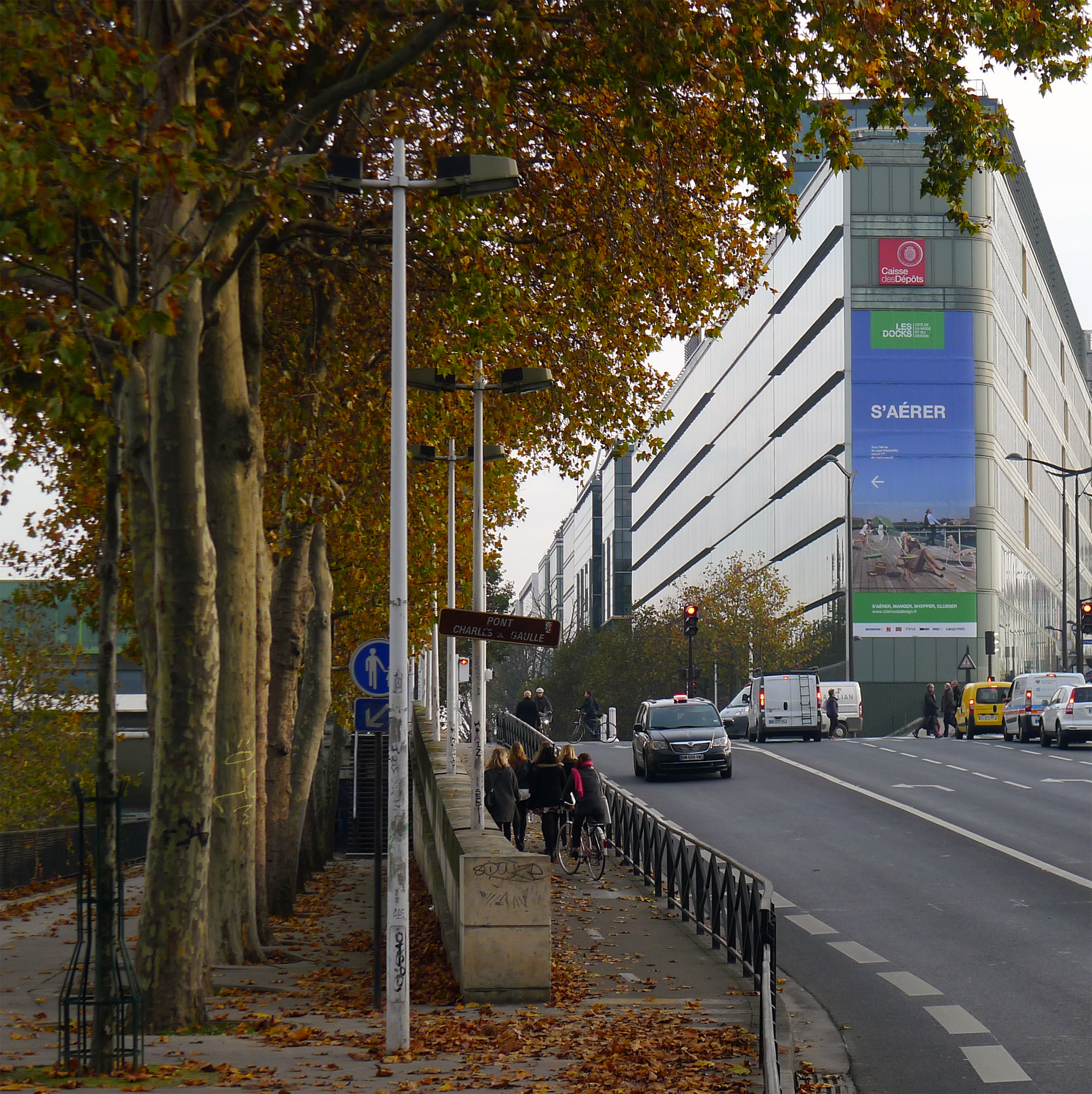
Der Quai in der Nähe der Pont Charles-de-Gaulle
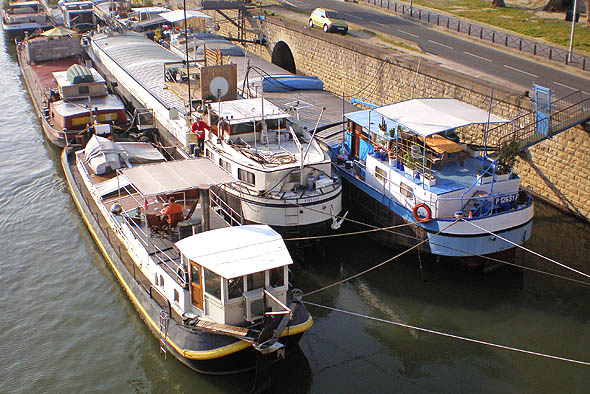
Péniches am Quai
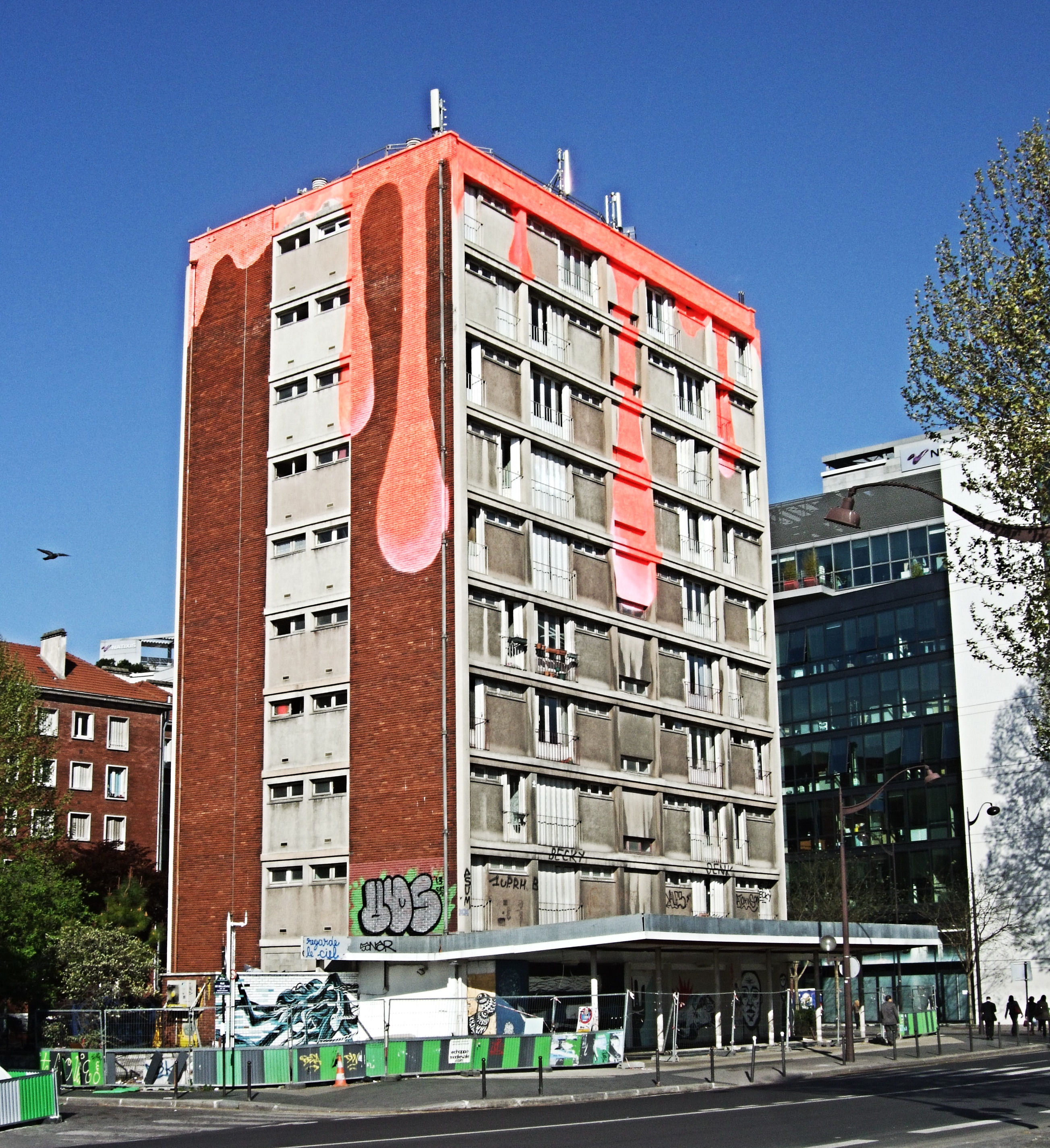
The Bleeding House vor dem Abriss